# Tempestade solar de 2003

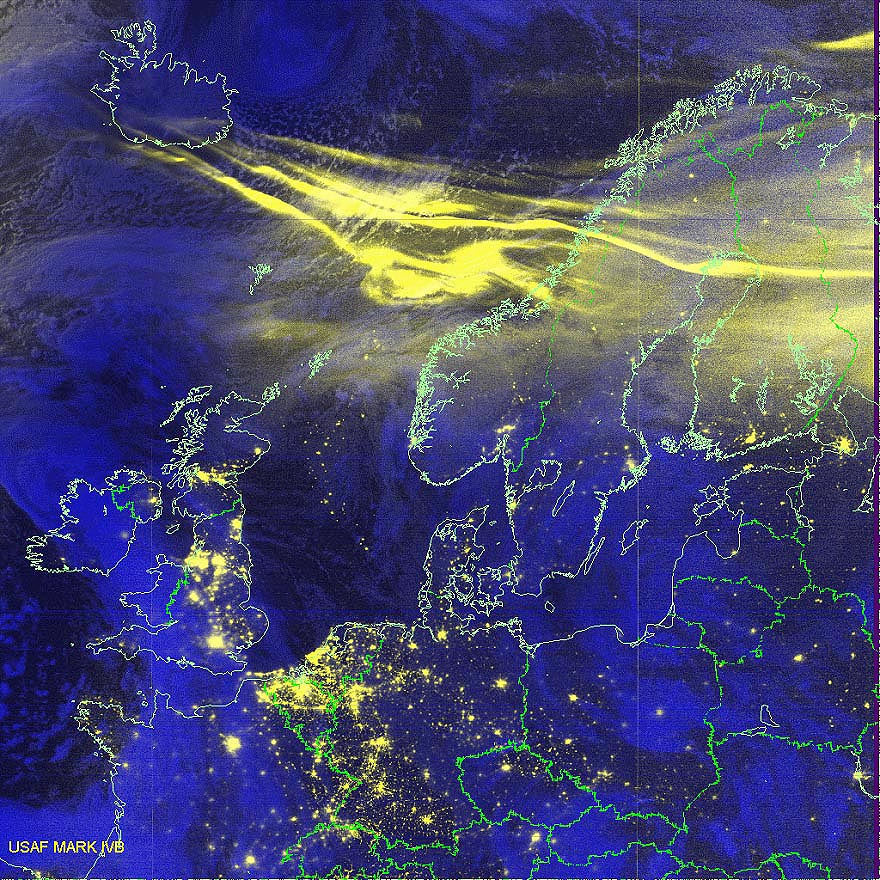
Imagem composta mostrando auroras no norte da Europa, tomada pela DMSP em 30 de outubro de 2003.

As tempestades solares de 2003, também conhecidas como tempestades solares do Dia das Bruxas, foram uma série de erupções solares e ejeções de massa coronal que ocorreram entre meados de outubro e início de novembro de 2003, que atingiram o máximo em 28 a 29 de outubro. Esta série de tempestades gerou a maior erupção solar já registada pelo sistema GOES, modelado como forte como X45 (inicialmente estimado em X28, devido à sobrecarga de detectores de GOES). Os sistemas e comunicações baseados em satélites foram afetados, as aeronaves foram aconselhadas a evitar altitudes elevadas perto das regiões polares e uma falha de energia de uma hora de duração ocorreu na Suécia, como resultado da atividade solar. Auroras foram observadas em latitudes muito ao sul do polo norte, chegando ao estado americano do Texas e a países do Mediterrâneo Europeu.
O satélite SOHO falhou temporariamente, e o Advanced Composition Explorer (ACE) foi danificado pela atividade solar. Numerosas outras espaçonaves foram danificadas ou experimentaram tempo de inatividade devido a vários problemas. Alguns foram intencionalmente colocados no modo seguro para proteger equipamentos sensíveis. Os astronautas a bordo da Estação Espacial Internacional (EEI) tiveram que ficar dentro das partes mais protegidas do Segmento Orbital Russo para se protegerem contra os níveis de radiação aumentados. Tanto a sonda espacial Ulysses, que estava perto de Júpiter na época, como Cassini, aproximando-se de Saturno, conseguiram detectar as emissões. Em abril de 2004, a Voyager 2 também conseguiu detectá-las quando chegaram à nave espacial. Uma das tempestades solares foi comparada por alguns cientistas em sua intensidade ao Evento Carrington de 1859.
Estes eventos ocorreram durante o ciclo solar 23, aproximadamente três anos após o seu pico em 2000, que foi marcado por outra ocorrência de atividade solar conhecida como o Evento do Dia da Bastilha.